# أجندة تونس حول مجتمع المعلومات
أجندة تونس حول مجتمع المعلومات هو بيان توافقي جاء إثر القمة العالمية حول مجتمع المعلومات، وصدر في 18 نوفمبر 2005 في تونس العاصمة في تونس. ودعت إلى إنشاء اجتماع حوكمة الإنترنت وهيكل إداري جديد وخفيف للإنترنت متعدد المصالح.

## مقالات ذات صلة
- القمة العالمية حول مجتمع المعلومات
- التزام تونس

## وصلات خارجية
- (بالإنجليزية) نص الأجندة باللغة الإنجليزية على موقع الاتحاد الدولي للاتصالات.